# サイレン 〜ETERNAL SIREN〜
『サイレン 〜ETERNAL SIREN〜』（サイレン エターナル・サイレン）は、万乗大智による漫画。『ヤングサンデー』に連載された。『SIREN2』のメディアミックス作品である。

## 概要
ホラー漫画というよりはダーク・ファンタジーものとなっている。これは作者の万乗によると「漫画では音や動画が使えないので十分な恐怖感を表現できない」からだという（作者がホラーを得意としないのが原因でもある）。

## あらすじ
1990年（昭和65年）、日本は夜魅島の住人が、たった一日で忽然と姿を消すという事件が発生する。その島で唯一発見された人間は一人の赤子だった。近くには「サイレンの夜は光を消してはならぬ」という走り書きが残されていた。
16年の時が経ち、成長した赤子・天本由貴は、サイレンの鳴り響く中で不思議な少年の声に語りかけられながらも、異形の怪物に襲われてしまうという悪夢に毎夜うなされていた。悪夢から解放されるべく、由貴は民俗学教授の土田圭に同行し夜魅島を訪れる。夜魅島に向かう船には土田を追いかけてきたテレビスタッフ・三上と林の姿もあった。そして船は夜魅島に到達する。
島に足を踏み入れた早々に怪異に襲われる一行。不気味さを感じながらも、土田と由貴は島の調査に取り掛かる。やがて日が落ち、闇が島を覆った時、死んだ筈の者が起き上がり、由貴の悪夢で鳴っていたサイレンが現実の島に響き始める。

## 登場人物
本作の登場人物たちは、大部分が映画版（『サイレン 〜FORBIDDEN SIREN〜』）の登場人物たちと姓・名の片方、あるいは両方が共通しているが、設定や行動はゲーム版1作目（『SIREN』）に近くなっており、映画版とは全くの別キャラクターとなっている。
天本 由貴（16）
主人公の少女。16年前の夜魅島島民蒸発事件の唯一の生き残り。無数の異形に襲われる悪夢と、自分を励まし続ける「やさしい声」の謎を探るため、16年ぶりに夜魅島へ戻ってきた。
天涯孤独の身で、施設育ち。怪我をした子どもたちの面倒を見ることが多いため、応急治療に慣れている。
正体は400年前、雨乞いの人柱の生贄として捧げられる予定だった少女の生まれ変わり。それに加えて、幻視の能力を持つ家系に生まれたため、夜叉丸の母に付け狙われる。
終盤、赤い服の女に拉致され、生贄にされそうになったが救出され、土田と共に生還。その後は難民ボランティアに生涯を捧げた。
土田 圭（38）
民俗学教授。夜魅島の謎を解くために由貴と同行した。
失われた太古の儀式と、それにまつわる事件の研究調査に勤しんでいるが、学会からは理解されず、「太古に地球にいた異界神とやらに取り付かれている」と爪はじきにされている。
作中では謎の解明の為積極的に行動し、屍人との闘いにおいても勇敢に立ち向かった。
最後は由貴と共に生還するが、その後の動向は不明。
三上 里美（28）
派手な容姿の女性テレビレポーター。オカルト番組撮影のため、由貴たちを追って夜魅島に来た。
高慢な性格で、元グラビアアイドルとしての栄光が忘れられない。自分より格下と見なした相手（職場での立場が低い林、12歳年下の由貴）に当たり散らすことが多い。
日本へと戻りかつての栄光に返り咲く事を夢見て、自分だけが助かろうと自己中心的な行動を繰り返す。
地下道から脱出用のボートにトロッコを使って逃走する際、屍人たちの襲撃に遭い、トロッコの速度を上げるため林を蹴り落として生き延びるも、開けた場所へ出た瞬間トロッコが止まってしまい、屍人に捕食されて死亡する。その最期は月の光が願っていたスポットライトのように彼女を照らし「あ、綺麗」という言葉を残すのみという呆気ないものだった。
その後は屍人となり島を徘徊していたが、夜見島の爆破に巻き込まれる。
林 太郎（26）
カメラマン。オカルト番組のスタッフで、三上に同行してきた。
三上に顎で使われているが、内心では「落ち目の元グラビアアイドル」と馬鹿にしている。
三上と一緒にトロッコに乗って逃走する際、妨げになるとして蹴り落とされて捕食され死亡する。その際、「お前こそ本当の化け物だ」と三上を面罵してから死亡した。
都築 伸三郎（57）
開発業者の夜魅島開発事業部・現場監督。猟友会のメンバーで、銃を所持している。妻子持ち。
家族は本土に居るというのは嘘で、実際には家族は16年前の夜魅島にて蒸発し、異形と化していた。最後には家族の苦しみを解放すべく、ダイナマイトを使って家族とともに自爆する。
東 健一（27）
開発業者の夜魅島開発事業部・職員。新婚早々に単身赴任を強いられたことで、職務には意欲的でない。
トロッコに同乗し銃撃で応戦していたが、屍人に顔を切り落とされ死亡する。
木暮 隆義
開発業者の夜魅島開発事業部・職員。血相を変えて島を出ようとするが、定期船に乗り遅れ、由貴たちの目前で吐血して倒れる。その後、屍人化して役場を脱走し、発電機を破壊する。その直後に山中に銃撃されるが、復活して山中を殺害した。
山中 圭介（33）
夜魅島の駐在巡査。
島の在駐者の中では比較的高い平常心の持ち主。役場の停電の際に襲ってきた木暮を銃撃するが、直後に木暮に殺害されて屍人化し、学校を襲撃するが、土田に攻撃されて銃を奪われる。
その際、頭部をバットで吹き飛ばされたが、すぐに新しい異形の頭部が生え、屍人の再生能力が窺える。
南田 豊（30）
夜魅島へ研究調査に訪れた医師。山中の紹介によると、本土の大学病院・助教授で、山中たちが駐在する前から数年間、夜魅島に一人で住み続けてきた。
上記の経歴に加え、由貴を「いやらしい眼」で見たり、屍人の性質を熟知していたかのような行動をとるため、土田からは警戒されている。
赤い水の性質を古くから熟知しており、赤い水を使って人の体を弄んでおり、由貴にも手を掛けようとするが失敗し、直後に事故によって命を落とす。
夜叉丸
どこからともなく由貴に優しい声をかけ続けてきた少年。由貴の夢には、壁に磔にされ、布で顔を覆われた姿で登場する。また、服装は現代風のカッターシャツとズボンである。
実は400年前の人間。雨乞いの儀式で人柱とされた少女の身代わりとなって死ぬが、母の儀式によって不死身となり蘇る。
16年前、幻視の能力をもつ家系に生まれ変わった少女（後の天本由貴）を母から助け出し、彼女を夜見島への調査隊に発見させ、姿を消した。
最後は、異界を消滅させるべく、ダイナマイトによって夜魅島を爆破する。
謎の赤い服の女
全身に赤い服を身にまとっている謎の女。前半は口と頭髪しかない、いわゆる「のっぺらぼう」のような容貌だったが、後半からは眼球が追加される。
その正体は400年前の人間で、夜叉丸の母親。かつては気高い巫女で、霊力の高い少女を人柱として雨乞いの儀式を試みたが、息子である夜叉丸が少女の身代わりとなって死んだことで狂気に取りつかれ、異界の神を呼び出す儀式を行い、異界への扉を開いた。
16年前と現代では、完全に異界とこの世をつなげるべく、幻視の能力を持つ由貴（かつて人柱にしようとした少女の生まれ変わり）を執拗に付け狙う。
最後は由貴と夜叉丸の手によって生前の理性を取り戻すが、異形に立ち向かい命を落とす。

## 他メディアとの相違点
- 視界ジャック（幻視）が存在しない。その代わりに、「幻視の能力」という、異界を見たりテレパシーを用いるような超能力が存在する。
- 屍人が人間を捕食する描写がある（いわばゾンビそのものである箇所がある）。
- 犬屍人や蜘蛛屍人は存在しない。本作品では人型のものだけが登場する。ただし頭部は様々な形態に変容している。ただし、骨格が変形して犬のような姿勢になり襲い掛かってきた固体や坑道の天井を自在に移動する者もいるため、必ずしも人間が取れる行動だけをとるわけではない。
- 本作の屍人は光を怖がり、日光や電灯、炎の光などには近づかず朝が来ると暗い場所へ逃げ込むという行動をとる。だが、光でダメージを与える事はできず、あくまでも怯むだけである。また、異常なまでの再生能力を誇り（南田によると他の動物のたんぱく質等を取り込める）、人間で言えば急所を完全に破壊されても倒れる事なくすぐに再生して向かってくる。
- どの屍人も銃器などを簡単に扱う程度の事はできるが、他メディアの屍人・闇人のように独自の生活や文化などは持たず、意思も無いためただ襲い掛かってくるだけである。